# Psalidodontie

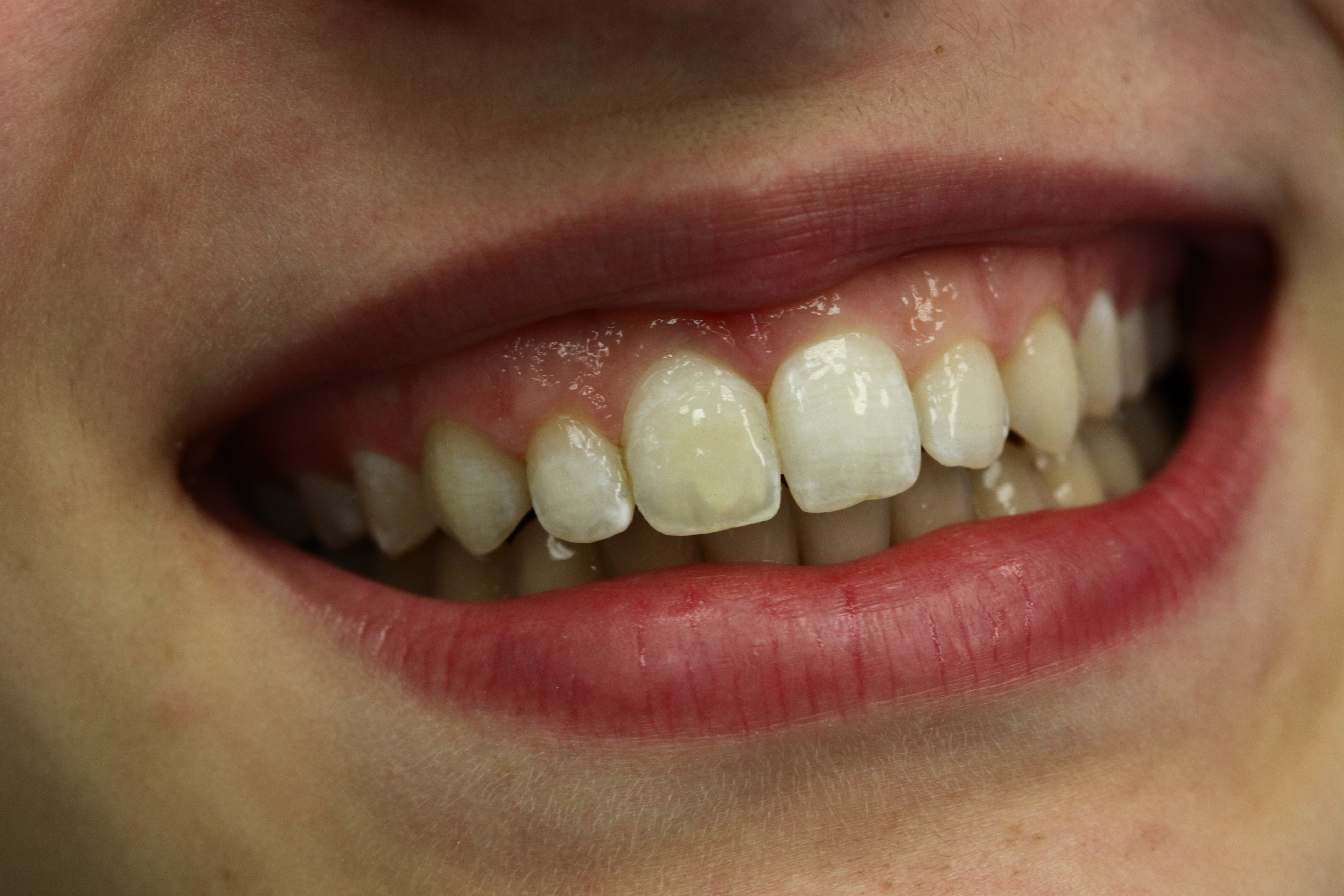
Exemple de psalidodontie chez une jeune femme de 16 ans. On note le recouvrement partiel des incisives supérieures sur les incisives inférieures et l’affrontement global apparemment correct des deux arcades dentaires.

La psalidodontie correspond à un type d’affrontement optimal entre les deux arcades dentaires (en) (arcade maxillaire en haut et arcade mandibulaire en bas). C’est-à-dire la façon dont elles se positionnent l’une par rapport à l’autre lors de la fermeture de la bouche. Dans l’idéal elles sont dites concordantes lorsqu’elles se positionnent de sorte que l’emboitement entre les surfaces dentaires du haut et du bas soit le plus efficace possible pour la mastication, on parle d’occlusion intercuspidienne maximale (OIM). Dans cette position les cuspides vestibulaires (côté joue) des dents du maxillaire (en haut) surplombent et recouvrent les cuspides vestibulaires de la mandibule (en bas) ce qui est logique puisque l’arcade maxillaire est un peu plus large que l’arcade mandibulaire et l’encercle. Dans ce type de rapport les incisives supérieures recouvrent, ou surplombent, de quelques millimètres les incisives inférieures. C’est ce rapport optimal qui est dénommé psalidodontie par opposition à la labidodontie dans laquelle les incisives se touchent bout à bout.
L’occlusion en bout à bout au niveau incisivo-canin, ou labidodontie, était caractéristique des premières espèces d’hominidés aujourd’hui disparues (Homo erectus, Homme de Néandertal, etc.). Au contraire la psalidodontie est récente et caractéristique du seul Homo sapiens, elle est due au recul de l’arcade mandibulaire sur l’arcade maxillaire. L'homme moderne, sain, est donc psalidodonte.